# Gregorio Kaminsky
Gregorio Gerardo Kaminsky (Buenos Aires, 1 de diciembre de 1950-Buenos Aires, 10 de abril de 2018) fue un filósofo, psicólogo social y escritor argentino. 

## Trayectoria
Se graduó en la Escuela de Psicología social de Buenos Aires en 1974, y al año siguiente obtuvo la licenciatura en Filosofía por la Universidad de Buenos Aires. La tesis llevó como título: La crítica del sujeto en Herbert Marcuse. En julio de 1976, en el contexto del terrorismo de Estado, se exilió en la Ciudad de México, donde realizó seminarios de posgrado con figuras de prestigio internacional como Félix Guattari, Cornelius Castoriadis y René Lourau. En esa misma ciudad ejerció la docencia universitaria como profesor asociado de Filosofía y Epistemología de las Ciencias Sociales en la Escuela Nacional de Antropología e Historia (INAH) y como profesor titular de la División de Ciencias Sociales y Humanidades en la Universidad Autónoma Metropolitana. También allí publicó su primer libro, Socialización (1981), y dirigió la Colección “Alternativas” para la Editorial Folios.
En marzo de 1984 regresó a Buenos Aires y comenzó una larga trayectoria como docente e investigador en varias universidades del país. Cabe destacar que fue profesor titular de la cátedra de Psicología Social de la Facultad de Psicología de la Universidad de Buenos Aires (1984-86); profesor titular regular de las Cátedras de Psicología social Institucional I y II de la Facultad de Ciencias Sociales de la Universidad de Buenos Aires (1986-2015); profesor titular regular de la Universidad Nacional de Lanús, Depto. de Planificación y Políticas Públicas (1997-2015) y profesor titular visitante de la Universidad Nacional de Río Negro (2009-2015).
En democracia, una vez abierto de nuevo el doctorado de la Facultad de Filosofía y Letras de la UBA, se doctoró con la tesis Baruch Spinoza: la política de las pasiones (1988), luego publicada como libro en la Editorial Gedisa (1990). En esta obra, señaló que la política de las pasiones de Spinoza supo poner al desnudo y asestar un certero ataque a los mecanismos y procedimientos político-imaginarios (ilusiones, supersticiones, mitos, creencias, ideologías) del sojuzgamiento inmanente de los hombres por los hombres mismos; allí radicaría la filosofía “subversiva” del filósofo neerlandés. 
Desde mediados de la década de 1980, a partir de su trabajo como docente y de la publicación de sus libros, como Dispositivos institucionales (1990), Kaminsky fue considerado uno de los más importantes introductores en Argentina del pensamiento de Michel Foucault y de Gilles Deleuze, y un pilar fundamental para la difusión de los estudios nietzscheanos y posnietzscheanos. Tradujo, seleccionó, compiló y prologó obras de Foucault, Deleuze, Guattari, Lourau y Mead. 
Entre 1993 y 1995 fue director del Instituto de Filosofía “Alejandro Korn” de la Facultad de Filosofía y Letras de la UBA. Durante su dirección se realizaron las primeras Jornadas Nietzsche, las Jornadas Foucault, las Jornadas Wittgenstein Nuevas lecturas, el encuentro “El intelectual y la sociedad de fin de siglo”, y se realizó la compilación Borges y la filosofía, entre otras actividades y producciones. Asimismo, hizo que la publicación periódica Cuadernos de Filosofía retomara su regularidad (los números 39, 40 y 41 se editaron durante su gestión), y reunió en el Instituto a intelectuales como Nicolás Casullo, Alejandro Kaufman, Ricardo Forster, en lo que luego sería la base de la revista Confines, finalmente Pensamiento de los Confines.
En 2000 publicó Escrituras interferidas. Singularidad, resonancias, propagación. Para Kaminsky la experiencia del pensamiento que se objetiva en la escritura es una singularidad entrelazada de múltiples resonancias, interferida por múltiples voces: 

(…) Porque también el acto de la escritura es un acto en el que aun en la máxima identidad y sin advertirlo uno escribe por interpósita persona, por quienes no pueden escribir, quienes sin saber o poder escriben en mí, por los desaparecidos –muertos vivos– que en mi aparición escritural (me) hablan con los múltiples rostros de la vida. No es necesario el pedestal representativo de los que hablan o escriben por los que no tienen voz: mi voz es la voz de uno que está poblada por aquellos cuyas voces no están ni serán proferidas pero sí interferidas en la escritura. ¿Es que yo represento las voces acalladas o, precisamente al contrario, son esas voces acalladas las que (se) expresan en mí?

Dirigió proyectos de investigación por la Universidad de Buenos Aires y por la Agencia Nacional de Promoción Científica y Tecnológica sobre temáticas como la biopolítica y lo posthumano, y sus incidencias en los dominios psicosociales e institucionales. Además de su reconocida trayectoria como docente en Argentina nuestro y en la Ciudad de México, fue profesor invitado en numerosas universidades internacionales, como la Universidad de París VIII.

### Problemática policial
En su última etapa se dedicó a la problemática policial, enfocando la formación de los agentes de seguridad desde una nueva perspectiva con el objetivo de una reprofesionalización. Esto lo desarrolló en la Universidad de Lanús, donde colaboró en la creación y dirigió la Licenciatura en Seguridad Ciudadana, y en la Universidad Nacional de Río Negro, donde contribuyó a la creación y fue director de la Licenciatura en Criminología y Ciencias Forenses de la Sede Alto Valle y Valle Medio de la UNRN, y director del Instituto de Investigación en Políticas Públicas y Gobierno (IIPPyG) de la misma Universidad.
Sus contribuciones a esta problemática fueron de gran importancia, por un lado porque fueron pioneras en nuestro país, siguiendo la impronta foucaulteana de un análisis de los dispositivos institucionales de las fuerzas de seguridad y ampliándolo notablemente a partir de un trabajo interdisciplinario que comprendía a la psicología, la psicología social, la sociología, y el trabajo de campo con los mismos profesionales de la seguridad estatal; y por otro, porque significó la creación de carreras y líneas de investigación en diversas universidades nacionales.
Kaminsky alertó, entre otras cuestiones, sobre las muertes y el clima de terror que implica el gatillo fácil y los ciudadanos armados, en el marco de los discursos y las prácticas de los apóstoles de la mano dura. En un artículo de 2004, titulado “Gatillo fácil en mano propia”, afirmó: 

El principal problema que reside en este miedo masivo se basa en que el temor a la criminalidad es a la vez fuente de otra criminalidad. Se trata de una esfera de ilegalidad de la propia ciudadanía afectada por estos sentimientos asociados a la victimización social. Un crimen potencial fundado en el miedo al crimen configura una no menos aterrorizante fuente de peligrosidad. El armamentismo ciudadano, los controles barriales, la organización con connotaciones autoritarias, entre otras prácticas, son una peligrosa exposición a la criminalidad. Junto a la relegación del monopolio estatal de la fuerza existe pues una creciente potencialidad de fuego de la propia ciudadanía.

## Obra

### Libros
- Marcuse: una introducción, Buenos Aires, Quadrata, 2013.
- Escrituras interferidas. Singularidad, resonancias, propagación, Buenos Aires, Paidós, 2000.
- Spinoza, la política de las pasiones, Gedisa, Buenos Aires-Barcelona, 1990, 1998.
- Dispositivos institucionales, Buenos Aires, Lugar, 1990, 1995, 1999.
- Subjetividades, Montevideo, Nordan, 1989.
- Socialización, México, Trillas, 1981, 1985, 1986, 1988, 1990, 1992.

### Compilación, traducción y selección de textos
- (Con D. Galeano) Mirada (de) uniforme (Historia y crítica de la razón policial) Teseo/UNRN, 2011.
- Estudios políticos y filosóficos de George H. Mead [compilación, selección y estudio preliminar], Buenos Aires, Fondo de Cultura Económica, 2009.
- Tiempos Inclementes [compilación, selección y prólogo], Ediciones de la UNLa, 2005.
- René Lourau, Libertad de Movimientos. Introducción al Análisis Institucional [prólogo, posfacio, traducción y notas], Buenos Aires, EUDEBA, 2001.
- Michel Foucault, El Yo Minimalista y otras conversaciones [compilación y prólogo], Buenos Aires, La Marca, 1996.
- (Con M. B. Cragnolini) Nietzsche actual e inactual, Vol I (1995) y Vol 2 (1996), Oficina de Publicaciones del CBC, UBA.
- René Lourau, El campo de coherencia del análisis institucional [compilación y prólogo], Cuadernos de Posgrado N.º 2, Serie ‘Cursos y conferencias’, Fac. de Ciencias Sociales. Of. Public. CBC - UBA, 1995.
- Félix Guattari, Cartografías del Deseo [compilación y prólogo], Buenos Aires, La Marca, 1995.

### Dirección de colecciones
- Director de la Colección “Seguridad Ciudadana”, Buenos Aires, Editorial UNLa. Buenos Aires, 2006-2018.
- Codirector de la Colección ‘Nietzsche Actual e Inactual’, UBA, Buenos Aires, 1995-1999.
- Director de la Colección ‘Alternativas’, Editorial Folios, México 1980-1983.

### Dirección de revistas y comités editoriales
- Pensamiento de los Confines, Comité de Redacción, La Marca/UBA, 1995-1998, Editorial Paidós/UBA, 1998-2004. Fondo de Cultura Económica 2004-2008, Guadalquivir 2009-
- Instantes y Azares, Comité asesor, Buenos Aires, desde 2001.
- Conatus, Consejo Académico, Río de Janeiro, Brasil, desde 2007.
- Tramas, Consejo Internacional de Universidad Autónoma Metropolitana, México, desde 1991.
- Puercoespín, Miembro del Equipo de Asesores, Escuela de Psicología, Universidad Bolivariana, Chile, desde 2002.
- Les Cahiers de L’Implication (representante argentino). Laboratorio de Análisis Institucional, Univ. de Paris 8, 1998-2000.
- Perspectivas Nietzscheanas, Comité Asesor, Buenos Aires 1995-2001.
- Cuadernos de Filosofía (nueva época), Director Instituto de Filosofía, Facultad de Filosofía y Letras, Universidad de Buenos Aires, 1993-1995.